# Threads of Life
Threads of Life é o quinto álbum de estúdio da banda Shadows Fall, lançado a 3 de abril de 2007.

## Faixas
1. "Redemption" — 4:17
2. "Burning the Lives" — 4:04
3. "Storm Winds" — 4:50
4. "Failure of the Devout" — 5:25
5. "Venomous" — 3:31
6. "Another Hero Lost" — 4:04
7. "Final Call" — 6:48
8. "Dread Uprising" — 4:14
9. "The Great Collapse" — 1:38
10. "Just Another Nightmare" — 4:55
11. "Forevermore" — 5:21

## Desempenho nas paradas musicais
| Parada musical (2007)                | Posição |
| ------------------------------------ | ------- |
| Estados Unidos - Rock Albums         | 12      |
| Estados Unidos - Billboard 200       | 46      |
| Estados Unidos - Top Internet Albums | 46      |

## Créditos[3]
- Brian Fair — Vocal
- Jonathan Donais — Guitarra, vocal de apoio
- Matt Bachand — Guitarra, vocal de apoio
- Paul Romanko — Baixo
- Jason Bittner — Bateria